# Великодрюково
Великодрюково́ (укр. Великодрюкове́) — село в Бобринецкой городской общине Кропивницкого района Кировоградской области Украины.
До 2020 года входило в Бобринецкий район
Население по переписи 2001 года составляло 15 человек. Почтовый индекс — 27223. Телефонный код — 5257. Занимает площадь 1,916 км². Код КОАТУУ — 3520887902.